# New York Jets 2004
La stagione 2004 dei New York Jets è stata la 34ª della franchigia nella National Football League, la 44ª complessiva. La squadra vinse tutte le prime cinque gare, un record di franchigia, e terminò con un record di 10-6, raggiungendo i playoff per la terza volta nelle ultime tre stagioni.
Nel primo turno di playoff i Jets batterono i favoriti San Diego Chargers superandoli in trasferta per 20–17 ai tempi supplementari. La settimana successiva furono eliminati dai Pittsburgh Steelers perdendo invece per 20-17 e di nuovo ai supplementari.

## Scelte nel Draft 2004

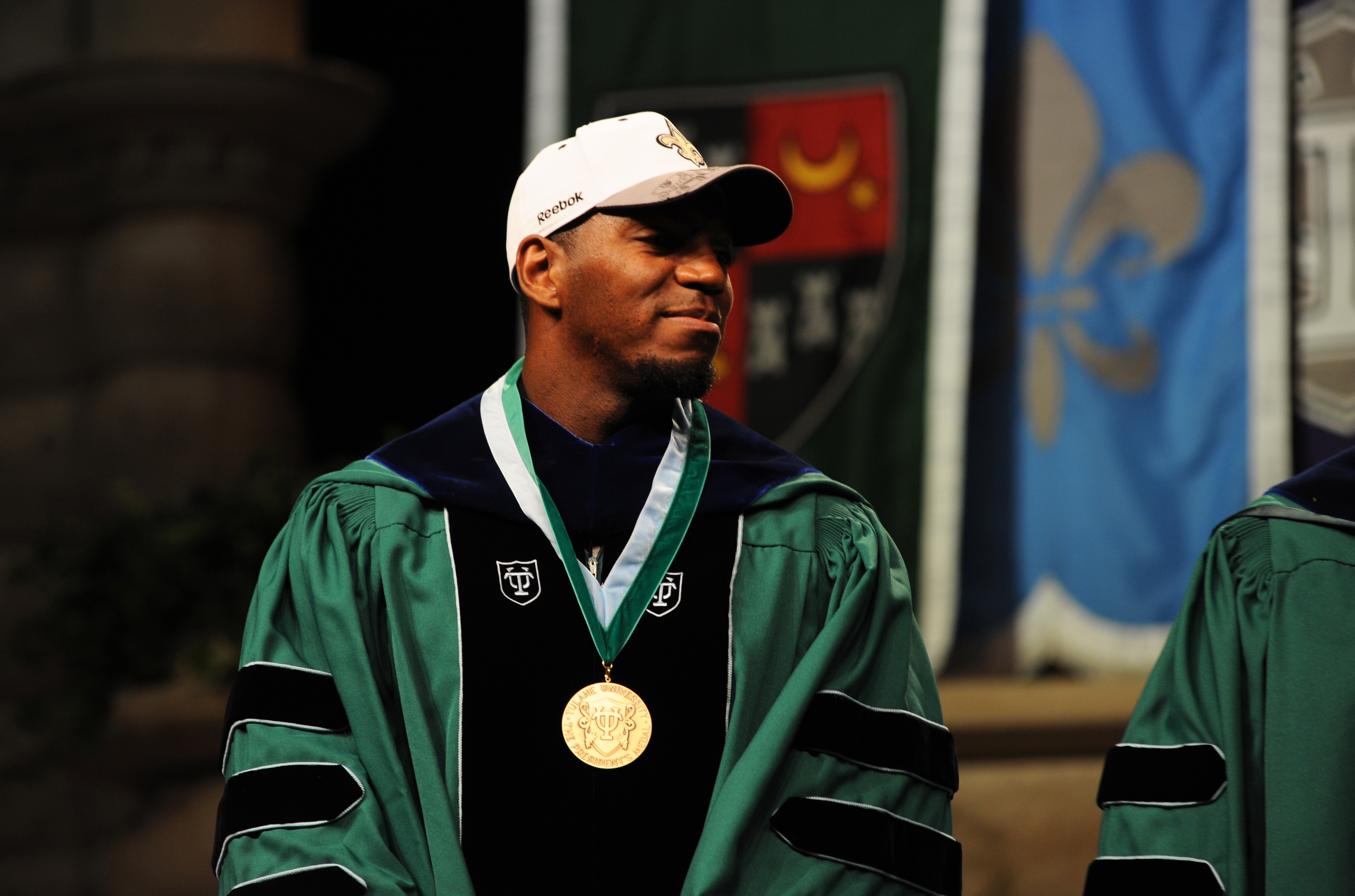
Jonathan Vilma fu la scelta del primo giro dei Jets nel Draft 2004

| Scelte dei Jets nel Draft 2004 | Scelte dei Jets nel Draft 2004 | Scelte dei Jets nel Draft 2004 | Scelte dei Jets nel Draft 2004 | Scelte dei Jets nel Draft 2004 |
| Giro                           | Giro                           | Scelta                         | Scelta                         | College                        |
| ------------------------------ | ------------------------------ | ------------------------------ | ------------------------------ | ------------------------------ |
| 1                              | 12                             | Jonathan Vilma                 | Linebacker                     | Miami (FL)                     |
| 3                              | 76                             | Derrick Strait                 | Cornerback                     | Oklahoma                       |
| 4                              | 108                            | Jerricho Cotchery              | Wide receiver                  | NC State                       |
| 4                              | 132                            | Adrian Jones                   | Offensive tackle               | Kansas                         |
| 5                              | 143                            | Erik Coleman                   | Safety                         | Washington State               |
| 6                              | 178                            | Marko Cavka                    | Tackle                         | Sacramento State               |
| 7                              | 213                            | Darrell McClover               | Linebacker                     | Miami (FL)                     |
| 7                              | 234                            | Trevor Johnson                 | Defensive end                  | Nebraska                       |
| 7                              | 235                            | Derrick Ward                   | Running back                   | Ottawa (KS)                    |
| 7                              | 236                            | Rashad Washington              | Strong safety                  | Kansas State                   |

## Roster
| Roster dei New York Jets nel 2003 |
| --- |
| Quarterback - 5 Brooks Bollinger - 17 Quincy Carter - 10 Chad Pennington Running Back - 35 B.J. Askew FB - 34 LaMont Jordan - 28 Curtis Martin - 33 Jerald Sowell FB Wide Receiver - 84 Jonathan Carter KR - 80 Wayne Chrebet - 89 Jerricho Cotchery - 81 Justin McCareins - 83 Santana Moss Tight End - 86 Chris Baker - 88 Anthony Becht Offensive Linemen - 69 Jason Fabini T - 78 Jonathan Goodwin G - 79 Adrian Jones T - 66 Pete Kendall G - 68 Kevin Mawae C - 67 Kareem McKenzie T - 64 Dave Yovanovits G Defensive Linemen - 94 John Abraham DE - 92 Shaun Ellis DE - 93 James Reed DT - 63 Dewayne Robertson NT - 99 Bryan Thomas DE - 72 Jason Ferguson DT Linebacker - 50 Eric Barton ILB - 55 Mark Brown OLB - 56 Sam Cowart ILB - 54 Victor Hobson OLB - 51 Jonathan Vilma ILB - 52 Kenyatta Wright OLB Defensive Back - 29 Donnie Abraham CB - 36 David Barrett CB - 39 Roderick Bryant - 45 Oliver Celestin SS - 26 Erik Coleman FS - 38 Jon McGraw FS - 24 Ray Mickens CB - 27 Terrell Buckley CB - 25 Reggie Tongue SS Special Team - 6 Doug Brien K - 4 Toby Gowin P Lista delle riserve - 91 Josh Evans DT |
| Legenda - I rookie sono in corsivo. - Il primo ruolo è il principale mentre gli eventuali successivi indicano i ruoli secondari. - (IR) sta per Injured Reserve ed indica la lista ristretta per un solo giocatore infortunato che può tornare ad allenarsi dopo la settimana 6 e a rientrare in prima squadra dopo che questa ha giocato 8 partite. - (NF-Inj.) / (NF-Ill.) stanno rispettivamente per Non-Football Injured e Non-Football Illness ed indicano le liste dove viene inserito un giocatore che ha un infortunio o una malattia non dipendente dal football americano. - (PUP) sta per Physically Unable to Perform ed indica la lista dove viene inserito un giocatore mentre è in attesa di recuperare la condizione fisica. Nella stagione regolare dopo la sesta partita giocata dalla propria squadra, il giocatore ha tempo tre settimane per riprendere ad allenarsi, più tre settimane aggiuntive dal suo rientro agli allenamenti per rientrare in prima squadra. |

## Calendario

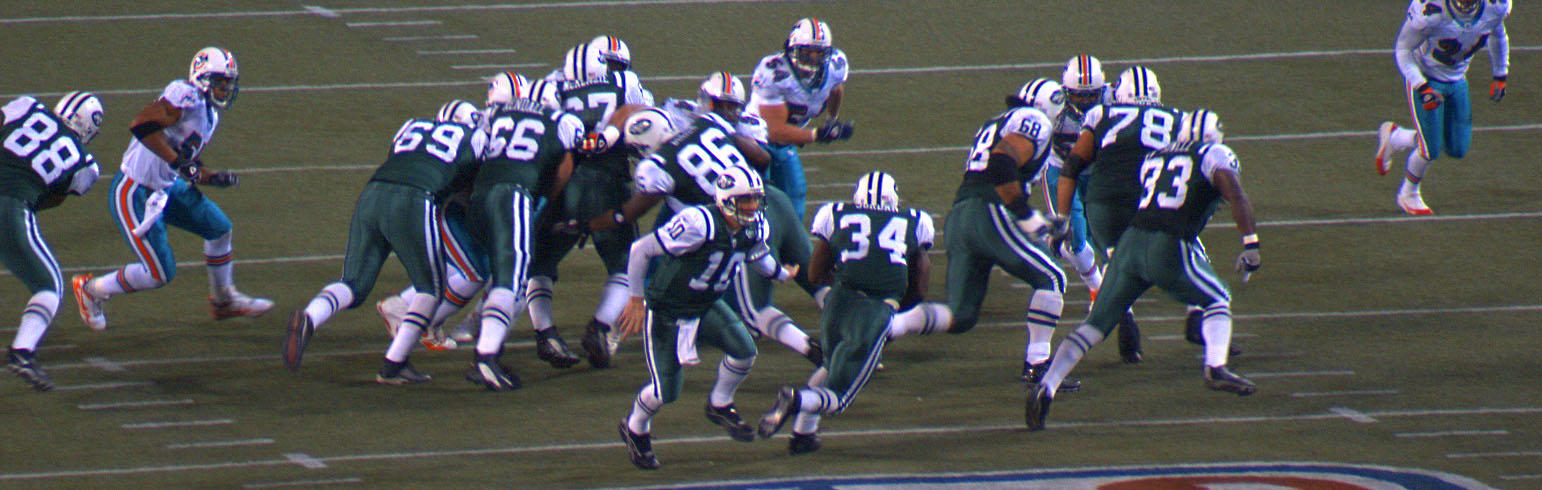
Una corsa di LaMont Jordan nella partita della settimana 8 contro Miami

| Stagione regolare | Stagione regolare    | Stagione regolare  | Stagione regolare        | Stagione regolare | Stagione regolare |
| Turno             | Avversario           | Risultato          | Stadio                   | Ora               | TV                |
| ----------------- | -------------------- | ------------------ | ------------------------ | ----------------- | ----------------- |
| 1                 | Cincinnati Bengals   | V 31–24            | Giants Stadium           | 1:00pm            | CBS               |
| 2                 | San Diego Chargers   | V 34–28            | Qualcomm Stadium         | 4:15pm            | CBS               |
| 3                 | Settimana di pausa   | Settimana di pausa | Settimana di pausa       |                   |                   |
| 4                 | Miami Dolphins       | V 17–9             | Pro Player Stadium       | 4:15pm            | CBS               |
| 5                 | Buffalo Bills        | V 16–14            | Giants Stadium           | 4:15pm            | CBS               |
| 6                 | San Francisco 49ers  | V 22–14            | Giants Stadium           | 1:00pm            | FOX               |
| 7                 | New England Patriots | S 13–7             | Gillette Stadium         | 4:15pm            | CBS               |
| 8                 | Miami Dolphins       | V 41–14            | Giants Stadium           | 9:00pm            | ABC               |
| 9                 | Buffalo Bills        | S 22–17            | Ralph Wilson Stadium     | 1:00pm            | CBS               |
| 10                | Baltimore Ravens     | S 20–17 (DTS)      | Giants Stadium           | 1:00pm            | CBS               |
| 11                | Cleveland Browns     | V 10–7             | Cleveland Browns Stadium | 1:00pm            | CBS               |
| 12                | Arizona Cardinals    | V 13–3             | Sun Devil Stadium        | 4:15pm            | CBS               |
| 13                | Houston Texans       | V 29–7             | Giants Stadium           | 1:00pm            | CBS               |
| 14                | Pittsburgh Steelers  | S 17–6             | Heinz Field              | 4:15pm            | CBS               |
| 15                | Seattle Seahawks     | V 37–14            | Giants Stadium           | 1:00pm            | FOX               |
| 16                | New England Patriots | S 23–7             | Giants Stadium           | 4:15pm            | CBS               |
| 17                | St. Louis Rams       | S 32–29 (DTS)      | Edward Jones Dome        | 1:00pm            | CBS               |

### Playoff
| Playoff    | Playoff             | Playoff       | Playoff          | Playoff | Playoff |
| Turno      | Avversario          | Risultato     | Stadio           | Ora     | TV      |
| ---------- | ------------------- | ------------- | ---------------- | ------- | ------- |
| Wild card  | San Diego Chargers  | V 20–17 (DTS) | Qualcomm Stadium | 8:00pm  | ABC     |
| Divisional | Pittsburgh Steelers | S 20–17 (DTS) | Heinz Field      | 4:30pm  | CBS     |

## Classifiche
| AFC East                 | AFC East | AFC East | AFC East | AFC East | AFC East | AFC East | AFC East | AFC East | AFC East |
|                          | V        | S        | P        | %        | DIV      | CONF     | PF       | PS       | STR      |
| ------------------------ | -------- | -------- | -------- | -------- | -------- | -------- | -------- | -------- | -------- |
| (2) New England Patriots | 14       | 2        | 0        | .875     | 5–1      | 10–2     | 437      | 260      | V2       |
| (5) New York Jets        | 10       | 6        | 0        | .625     | 3–3      | 7–5      | 333      | 261      | S2       |
| Buffalo Bills            | 9        | 7        | 0        | .563     | 3–3      | 5–7      | 395      | 284      | S1       |
| Miami Dolphins           | 4        | 12       | 0        | .250     | 1–5      | 2–10     | 275      | 354      | S1       |

## Premi
- Jonathan Vilma:

rookie difensivo dell'anno